# 1-clorononano
El 1-clorononano, también llamado cloruro de nonilo, es un compuesto orgánico de fórmula molecular C9H19Cl. Es un haloalcano lineal de nueve carbonos en donde un átomo de cloro está unido a uno de los carbonos terminales.

## Propiedades físicas y químicas
A temperatura ambiente, el 1-clorononano es un líquido incoloro e inodoro. Tiene su punto de ebullición a 203,5 °C y su punto de fusión a -39,4 °C.
Posee una densidad inferior a la del agua, ρ = 0,870 g/cm³, siendo su vapor 5,6 veces más denso que el aire.
El valor del logaritmo de su coeficiente de reparto, logP = 5,17, indica que es mucho más soluble en disolventes apolares que en disolventes polares. Así, en agua es prácticamente insoluble, apenas 1,1 mg/L.
En cuanto a su reactividad, este cloroalcano es incompatible con agentes oxidantes fuertes y con bases fuertes.

## Síntesis
El 1-clorononano puede sintetizarse a partir de 1-nonanol en presencia de ácido clorhídrico acuoso y una sal de fosfonio cuaternario. El empleo como catalizador de una resina orgánica unida a una sal de fosfonio cuaternario mejora el rendimiento del proceso.
La clorodescarboxilación de ácido decanoico, empleando acetato de plomo (IV) combinado con cloruro de amonio, permite obtener 1-clorononano con un rendimiento del 70%. Es una reacción de estado sólido que se lleva a cabo en ausencia de disolvente a temperatura ambiente mediante la agitación constante de la mezcla de reactivos.
También este cloroalcano puede sintetizarse por reacción entre 1-bromo-4-clorobutano y cloruro de pentilmagnesio usando un complejo de NiII como catalizador.

## Usos
El 1-clorononano se ha empleado en la elaboración de alcanos por reacción con reactivos de Grignard de butilo, sec-butilo y terc-butilo. El método utiliza cobre catalítico y buta-1,3-dieno como ligando aceptor π.
La reacción de 1-clorononano con amoniaco en fase vapor sobre un catalizador de óxido de magnesio a 310 °C produce un 69% de 1-nonanamina y un 8% de dinonilamina.

## Precauciones
El 1-clorononano es un compuesto combustible que tiene su punto de inflamabilidad a 74 °C. Al arder puede desprender humos tóxicos con cloruro de hidrógeno y monóxido de carbono.